# Cemitério de Nosso Salvador

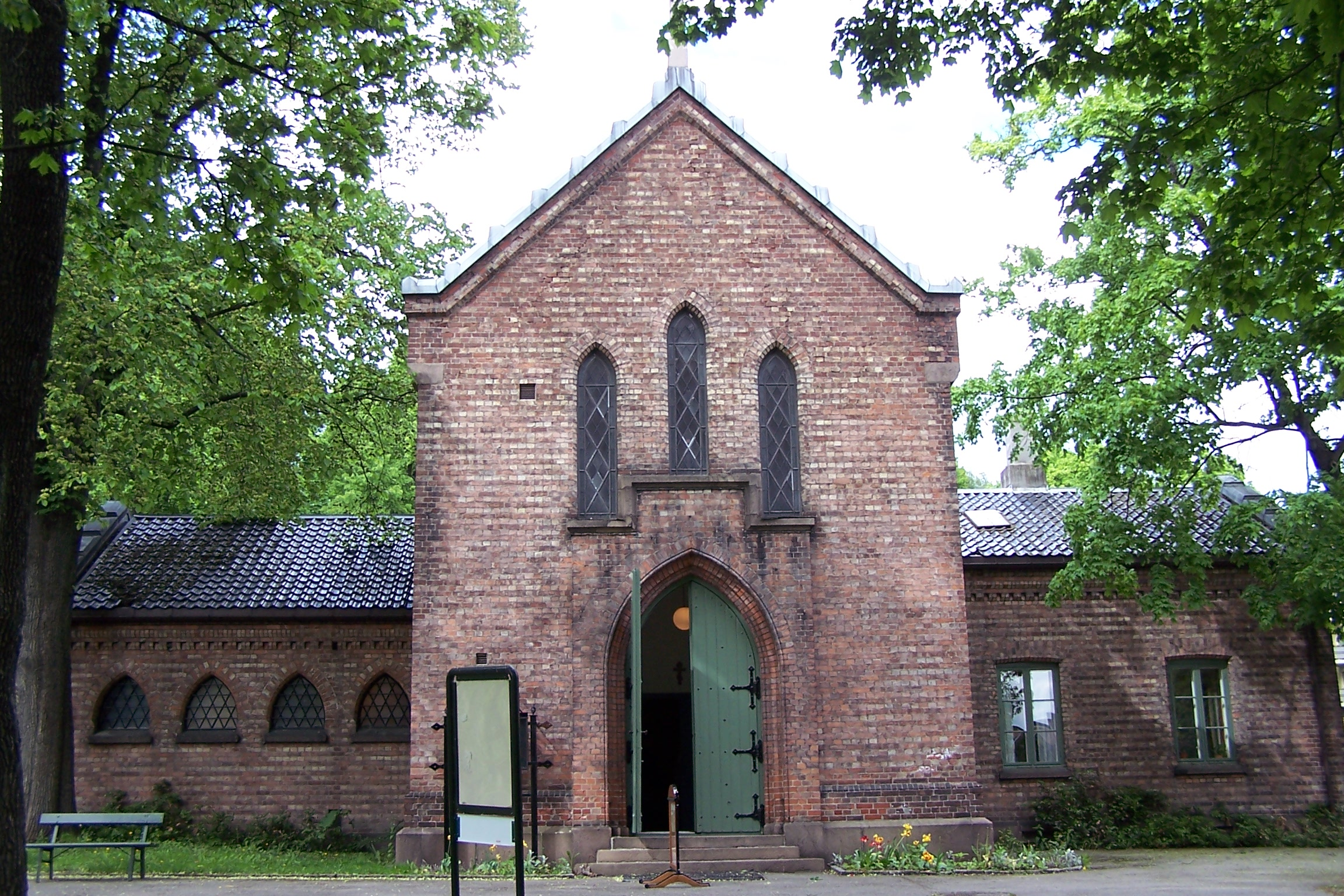
Igreja ortodoxa Nosso Salvador, antigamente capela

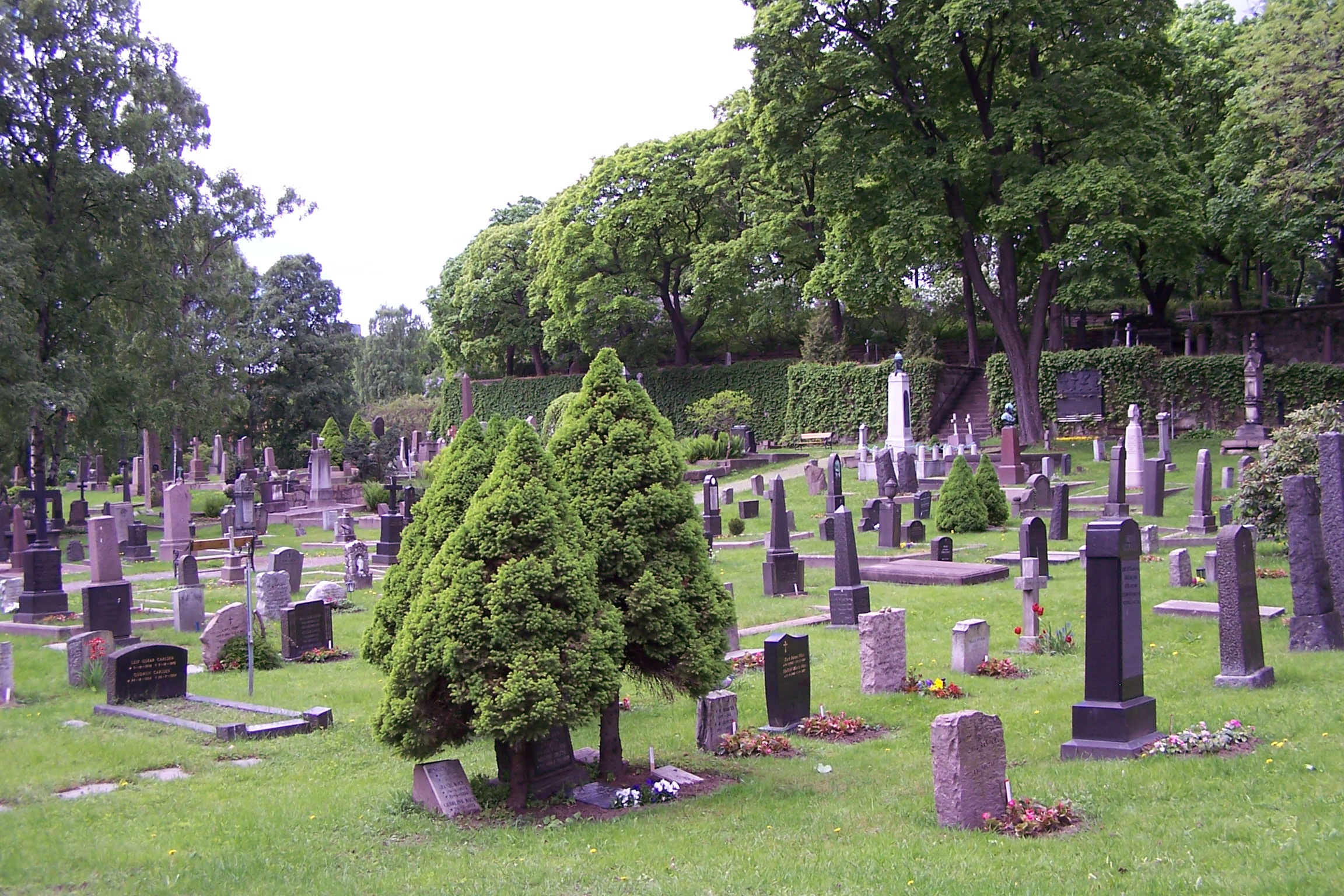
Seção sul

O Cemitério de Nosso Salvador (em norueguês:  Vår Frelsers gravlund) é um cemitério em Oslo, Noruega, localizado ao norte de Hammersborg, no distrito de Aker. Foi criado em 1808 em consequência da grande fome e epidemia de cólera do período das Guerras Napoleônicas. Sua área foi expandida em 1911. O cemitério foi completamente ocupado em 1952. É mais conhecido pela denominação Æreslunden, o principal local de sepultamentos honorários da Noruega.
Diversas personalidades famosas estão lá sepultadas, incluindo:
- Johan Diderik Behrens
- Bjørnstjerne Bjørnson
- Christian Birch-Reichenwald
- Camilla Collett
- Niels Christian Ditleff
- Birger Eriksen
- Carl Gustav Fleischer
- Carl Joachim Hambro
- Aasta Hansteen
- Viggo Hansteen
- Henrik Ibsen
- Agnes Mowinckel
- Edvard Munch
- Ole Olsen
- Alf Prøysen
- Evald Rygh
- Johan Sverdrup
- Henrik Wergeland